# Thomas Stangl (Schriftsteller)

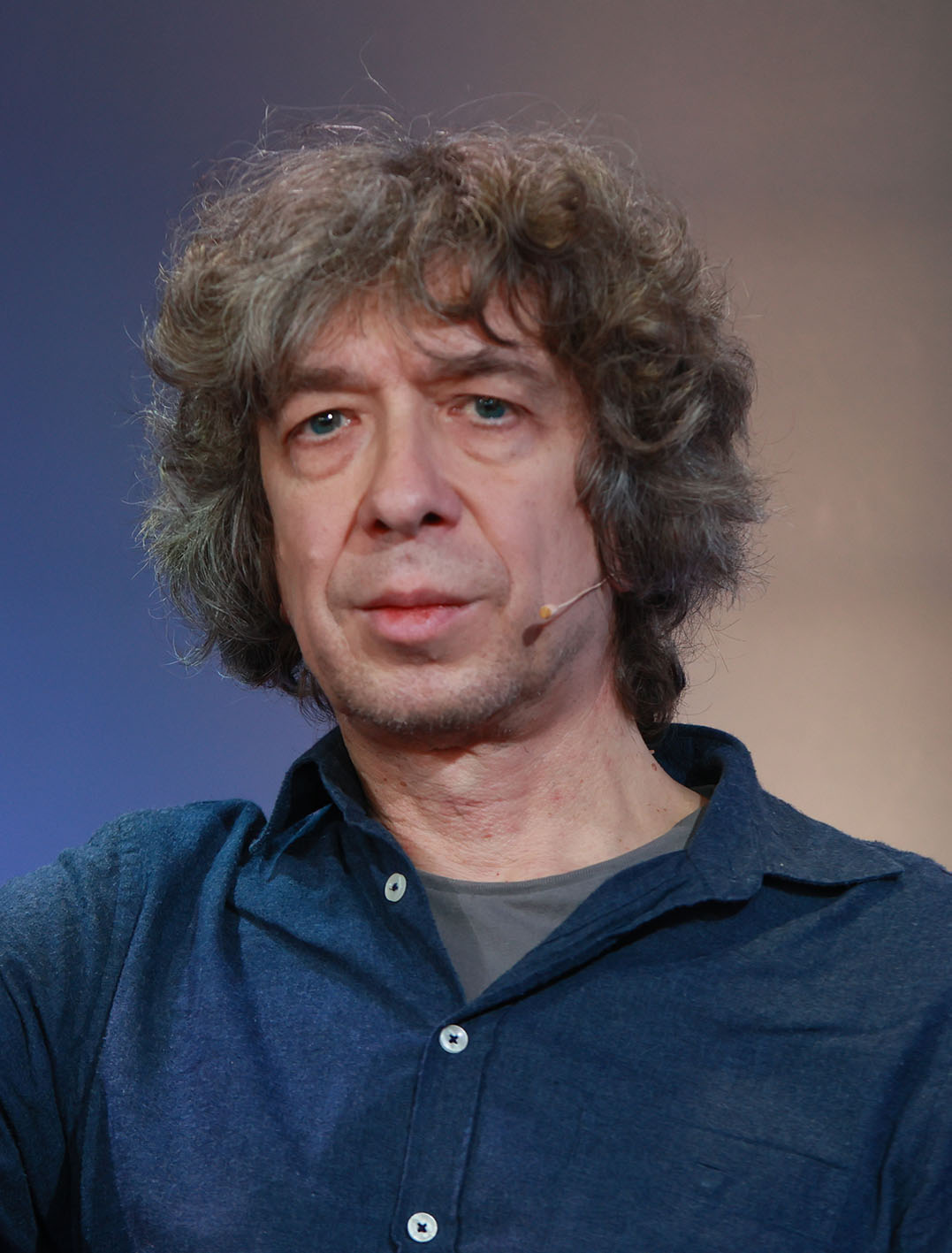
Thomas Stangl (2022)

Thomas Stangl (* 4. Jänner 1966 in Wien) ist ein österreichischer Schriftsteller.

## Leben
Thomas Stangl studierte Philosophie und Spanisch an der Universität Wien und schloss sein Studium 1991 mit einer Arbeit über dekonstruktive Literaturtheorie ab. Nach dem Studium schrieb er zunächst Essays, Buchbesprechungen und auch kleinere Prosaarbeiten für Zeitungen und literarische Zeitschriften.
Thomas Stangl lebt in Wien.

## Ehrungen
- 2004  Aspekte-Literaturpreis für den Roman Der einzige Ort

- 2004 Hermann-Lenz-Stipendium
- 2005  Literaturförderpreis des österreichischen Bundeskanzleramts
- 2007 Telekom-Austria-Preis beim Ingeborg-Bachmann-Wettbewerb
- 2007  Literaturpreis des Kulturkreises der deutschen Wirtschaft
- 2009 Stipendium des Heinrich-Heine-Hauses der Stadt Lüneburg
- 2009 Manuskripte-Preis des Landes Steiermark
- 2010 Literaturpreis Alpha
- 2011 Erich-Fried-Preis
- 2019 Wortmeldungen-Literaturpreis für die Erzählung Die Toten von Zimmer 105[1]
- 2019 Ehrengabe der Deutschen Schillerstiftung
- 2020 Johann-Friedrich-von-Cotta-Literatur- und Übersetzerpreis der Landeshauptstadt Stuttgart[2]
- 2020 Sarah-Samuel-Preis für Kurzprosa für Die Geschichte des Körpers[3]
- 2022 Österreichischer Kunstpreis für Literatur[4]
- 2022 Nominierung für den Österreichischen Buchpreis (Longlist) mit dem Roman Quecksilberlicht
- 2023 Bremer Literaturpreis[5]

## Werke

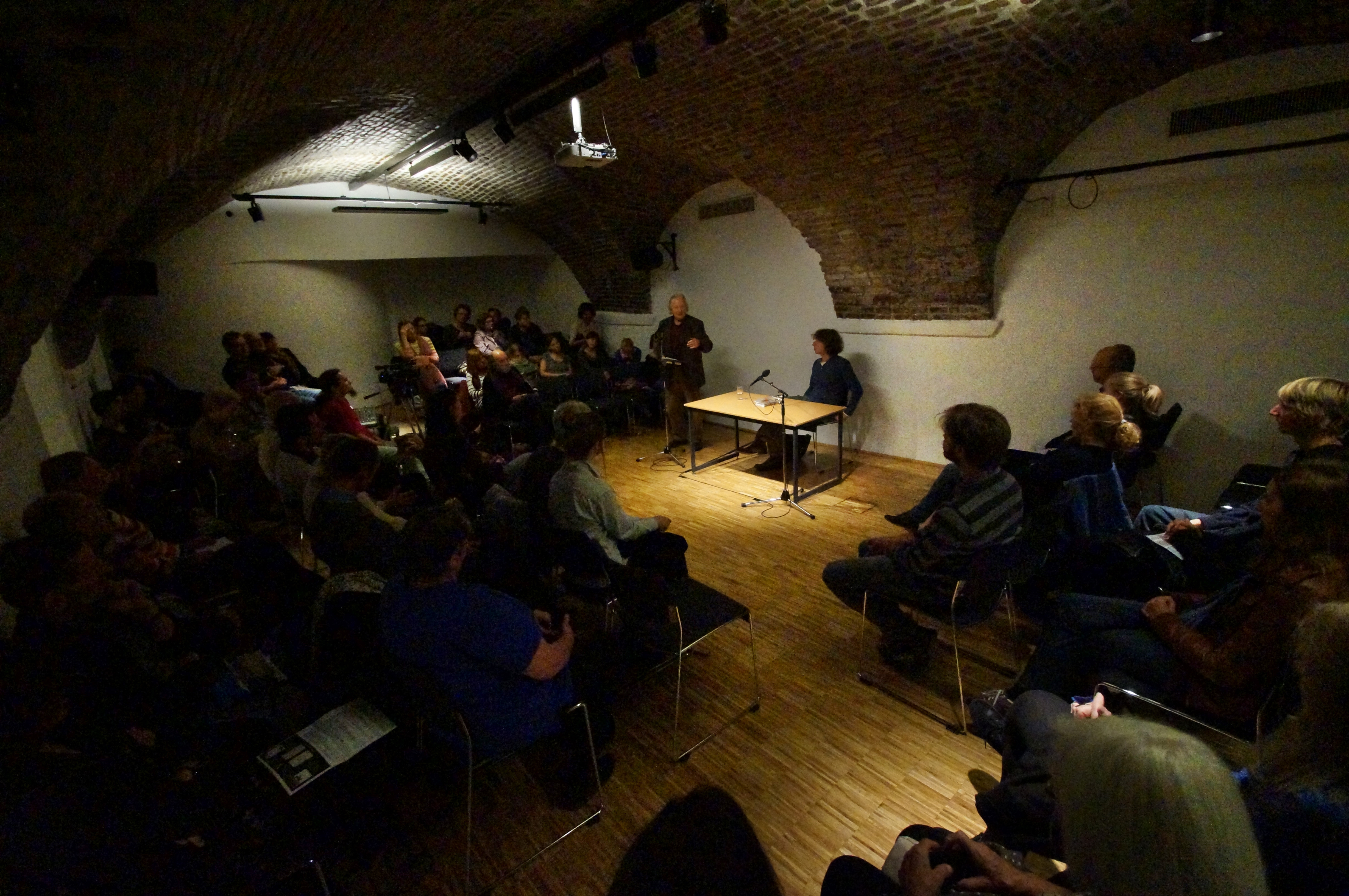
Stangl liest aus Regeln des Tanzes, Alte Schmiede, 2013.

- Der einzige Ort. Roman. Droschl, Graz 2004, ISBN 978-3-85420-649-1.
- Ihre Musik. Roman. Droschl, Graz 2006, ISBN 978-3-85420-709-2.
- Was kommt. Roman. Droschl, Graz 2009, ISBN 978-3-85420-752-8.
- Reisen und Gespenster. Essays und Erzählungen. Droschl, Graz 2012, ISBN 978-3-85420-791-7.
- Regeln des Tanzes. Roman. Droschl, Graz 2013, ISBN 978-3-85420-649-1.
- Freiheit und Langweile. Essays. Droschl, Graz 2016, ISBN 978-3-85420-981-2.
- Fremde Verwandtschaften. Roman. Droschl, Graz 2018, ISBN 978-3-99059-009-6.
- Die Geschichte des Körpers. Erzählungen. Droschl, Graz 2019, ISBN 978-3-99059-037-9.[6]
- Quecksilberlicht. Roman. Matthes & Seitz, Berlin 2022, ISBN 978-3-7518-0084-6.
- Über gute und böse Literatur - Korrespondenz über das Schreiben (mit Anne Weber). Matthes & Seitz, Berlin 2022, ISBN 978-3-7518-0074-7.
- Diverse Wunder. Ein paar Handvoll sehr kurzer Geschichten. Droschl, Graz 2023, ISBN 9783990591253.